# Tullahoma
Tullahoma es una ciudad ubicada en los condados de Coffee y Franklin en el estado estadounidense de Tennessee. En el Censo de 2010 tenía una población de 18.655 habitantes y una densidad poblacional de 305,72 personas por km².

## Geografía
Tullahoma se encuentra ubicada en las coordenadas 35°22′24″N 86°13′6″O / 35.37333, -86.21833. Según la Oficina del Censo de los Estados Unidos, Tullahoma tiene una superficie total de 61.02 km², de la cual 60.84 km² corresponden a tierra firme y (0.3%) 0.18 km² es agua.

## Demografía
Según el censo de 2010, había 18.655 personas residiendo en Tullahoma. La densidad de población era de 305,72 hab./km². De los 18.655 habitantes, Tullahoma estaba compuesto por el 88.05% blancos, el 7% eran afroamericanos, el 0.24% eran amerindios, el 1.15% eran asiáticos, el 0.03% eran isleños del Pacífico, el 1.06% eran de otras razas y el 2.47% pertenecían a dos o más razas. Del total de la población el 3.09% eran hispanos o latinos de cualquier raza.